# Mohamed Abdelsalam Babiker
Mohamed Abdelsalam Babiker (* vor 1980) ist ein sudanesischer Rechtswissenschaftler, Hochschullehrer und Menschenrechtsexperte.

## Herkunft und Ausbildung
Mohamad Abdelsalam Babiker erwarb 1994 an der Universität Khartum einen Bachelor in Anglistik und Französisch, 1996 erhielt er an der School of Oriental and African Studies der University of London einen Master in englisch-arabischer Linguistik und Übersetzung. 1998 erwarb er einen Bachelor of Laws an der City University London. 2005 promovierte er an der School of Law der University of Nottingham in Humanitärem Völkerrecht und Menschenrechten.

## Karriere
Babiker ist als juristischer Berater und Menschenrechtsbeauftragter für die Vereinten Nationen (UN) und die Afrikanische Union (AU) bei Friedenssicherungsmissionen tätig. Er ist als Berater auch in einer Reihe von UN-Organisationen tätig.
Er lehrt an der Universität Khartum als außerordentlicher Professor für internationales Recht und ist Gründungsdirektor des dortigen Menschenrechtszentrums. Arbeitsschwerpunkte sind unter anderem Menschenrechte, Migrationsrecht, humanitäres Völkerrecht und internationales Strafrecht. Babiker ist auch Kanzler der School of Law. Er publiziert weltweit in renommierten Fachjournalen.
Daneben ist Babiker auch als Anwalt tätig und leitet internationale Untersuchungen in vielen Ländern am Horn von Afrika in Menschenrechts- und humanitären Rechtsfragen.

## Ehrenamtliche Tätigkeit
Mohamed Abdelsalam Babiker war 2016 Kandidat des Consultative Committee of the UN Human Rights Council für die Position des UN-Sonderberichterstatters zur Menschenrechtssituation im Iran. 2017 wurde er vom UN-Generalsekretär als Experte für Humanitäre Angelegenheit zum Mitglied der Somalia and Eritrea Monitoring Group (SEMG) ernannt, 2018 wurde er Mitglied im Panel of Experts on Somalia (POE).
Im September 2020 wurde Babiker als Nachfolger der Chilenin Daniela Kravetz zum UN-Sonderberichterstatter zur Menschenrechtssituation in Eritrea beim UN-Menschenrechtsrat ernannt.

## Publikationen (Auswahl)
- Mitherausgeber: Constitution-Making and Human Rights in the Sudans, Routledge, 2019
- Anthropology of law in Muslim Sudan, Brill, 2018
- Child Soldiers and Protection of Children’s Rights in Conflict and Post Conflict Environments in Central and Eastern African, L’Armatan, 2013
- Application of international humanitarian and human rights law to the armed conflicts of the Sudan : complementary or mutually exclusive regimes?, Intersentia, Oxford, 2007, ISBN 90-5095-681-5